# أكزيريس عجيب
أكزيريس عجيب (الاسم العلمي:Axyris mira) هو نوع غير مؤكد من النباتات يتبع جنس الأكزيريس من الفصيلة القطيفية.